# Aqua (manga)
Pour les articles homonymes, voir Aqua.
Aqua (アクア) est un manga de science-fiction écrit et dessiné par Kozue Amano. C'est la préquelle de la série Aria (アリア). Aqua a été prépubliée dans le mensuel Monthly Comic Blade de Mag Garden, et a été compilé en 2 tomes.

## Synopsis
Aqua et Aria se déroulent durant le XXIVe siècle sur la planète Mars. Cette planète est maintenant appelée Aqua, à la suite d'un incident durant sa terraformation qui l'a couverte d'océans sur 90 % de sa surface. La cité de Néo-Vénézia, le lieu principal des deux séries, est basée sur la partie historique de Venise avec une architecture et une atmosphère similaire.
Les séries racontent l'histoire d'Akari, une apprentie ondine d'Aria Company, une des trois compagnies de gondolières les plus populaires de la ville. Elle suit un entraînement pour devenir une ondine professionnelle ou Prima comme elles sont appelées à Néo-Vénézia. Aqua raconte les six premiers mois de son entrainement et son passage de pair à single.
Le style scénaristique d’Aria et d’Aqua s'approche de la tranche de vie, racontant la découverte de ce monde extraordinaire par Akari. Dans un sens, c'est assez similaire à des mangas comme Yokohama Kaidashi Kikō.

## Personnages
Voir la section personnages d'Aria.

## Tomes
Voir la Liste des chapitres et épisodes d'Aria